# شاروف شافعی
شاروف شافعی (انگلیسی: Farouk Chafaï؛ زادهٔ ۲۳ ژوئن ۱۹۹۰) بازیکن فوتبال اهل الجزایر است.
از باشگاه‌هایی که در آن بازی کرده‌است می‌توان به باشگاه فوتبال اتحاد الجزایر و باشگاه فوتبال مولودیه الجزایر اشاره کرد.
وی همچنین در تیم‌های ملی فوتبال زیر ۲۳ سال الجزایر و الجزایر بازی کرده‌است.